# 兒嶋裕貴
兒嶋裕貴（YUKI KOJIMA）は起業家で現在、「グローバル市場で成功する日本企業を10000社作る」という目標を掲げ、「民間版JETRO」と称される進出支援プラットフォームとなった「Digima～出島～」は、海外ビジネス展開における総合相談窓口として、述べ相談件数18000件を超える実績を誇っている。この実績をもとに、民間企業の他、経済産業省中小企業庁や中小企業基盤整備機構などの公的機関や海外政府機関、自治体、金融機関などに向け、海外展開アドバイザーとして講演を行う他、日系産業新聞や金融の業界紙でのコラムも連載するなど、日本企業の海外ビジネス支援に従事している。
さらに日本人のグローバル化を目指して、2014年に低価格で良質な英会話レッスンが誰でも気軽に受けられる、60分500円の英会話スクール「ワンコイングリッシュ」を設立。首都圏に12校舎を展開し生徒数7000名を突破。2020年6月には初のオンライン校を開校し利用者の枠を広げている。

## 人物
早稲田大学商学部卒業。大学時代からこれまで、世界約60カ国へ渡航。卒業後はテレビ制作会社に勤務した後、ネットベンチャー（株）デジパに転職。
サイト売買(M&A)サービス「サイトストック」の事業を立ち上げ、上場企業へ売却した後、同社にてベトナムホーチミンでのオフショア開発企業立ち上げに参画。その後、2009年に株式会社Resorzを設立。
マッチングビジネスや海外での経験を活かし、オフショア開発企業の紹介マッチングサービス「オフショア開発 .com 」を立ち上げる。
2011年に現在の主力事業となる海外ビジネス支援プラットフォーム「Digima～出島～」や「BPO紹介センター」をスタートし、海外支援事業を軸に事業を展開。
またワンコイングリッシュでは、従来の最大半額以下で行ける格安の留学サービスやインターナショナルイベントを実施し、英会話スクールの枠に留まらず、グローバル化促進企業として広く事業展開を行なっている。
更に『日本人のグローバル化、外国人の日本理解』両方の軸から日本のためにできることを考え、格安で受けられる日本語学校「Japan Switch」を立ち上げた。
計３社の代表取締役、一般社団法人国際推進連携協会の理事も務める。
幅広い海外ビジネスの知見と40カ国籍以上の人材マネジメント経験から省庁や海外政府機関、自治体、金融機関などに向け講演を行う他、日経産業新聞や金融業界紙でコラムを執筆。
2020年からは経済産業省中小企業庁「新しい担い手研究会」委員に就任。

## 講演実績
- 独立行政法人日本貿易振興機構NY支店にて「民間の海外進出支援機関について」講演
- 西武信用金庫主催「東京イノベーションフォーラム」特別講演
- 独立行政法人日本貿易振興機構「民間の海外進出支援機関について」講演
- 内閣官房まち・ひと・しごと創生本部にて「地方創生における海外ビジネスについて」講演
- 大阪産業創造館主催起業家トークセッション「海外ビジネス起業のリアル」
- 広島信用金庫様主催 「海外展開成功の法則セミナー」
- 経済産業省四国経済産業局主催フォーラム 特別講演
- Salesforce.com主催「池上彰氏と考える日本経済の未来～　“いま”と“これから”の日本企業の在り方～」登壇

### 研究会・委員会協力
- 中小企業庁「中小企業の海外展開における事業再編事例に関する研究事業」参加
- H28年経済産業省/国際化促進インターンシップの審査委員協力
- H29年経済産業省/国際化促進インターンシップの審査委員協力

### コラム・執筆
- 近代セールス「海外進出支援入門」2015年4月より1年連載
- 近代セールス「インバウンドビジネス成功の秘訣」2016年4月より1年連載
- 一般財団法人貿易研修センターIIST e-マガジン
- 日経産業新聞の「ビジネス事始め」にて「グローバルへの第一歩」のコラム連載

### メディア・インタビュー
- 『海外進出支援で、大好きな日本を変えたい17歳から歩み始めた、納得を持って生きる道』（アナザ～ライフ）
- 『デジパ、起業家排出インタビュー』（デジパ株式会社）
- 『グローバル市場で成功する日本企業を10000者つくりたい』（アセナビ）
- 『起業家の本領、進出支援で発揮「公的機関の領域」を開拓』（月刊「事業構想」）
- 『民間版JETRO世界から日本を変える―100人100通りの「幸せ」の定義』（Focus On）
- 『エキスパートの視点』（日経産業新聞）
- 『日本企業の海外進出をマッチング、サービスに広がり』（週刊粧業）
- 『日本の文化立国を目指し、革新をおこす』（オンリーストーリー）
- 『海外支援のプラットフォームDigima～出島～』（金融経済新聞きんゆうフィット）
- 『海外に出るハイブリッドな日本人が日本を変える』（グローバル人材育成マガジンKINJIRO）
- 『兒嶋裕貴さんの学生時代から現在のキャリアをインタビュー』（WSEDA NAVI）
- 『社長の本棚』（日刊ゲンダイ）

| スタブアイコン | サブスタブ | この項目は、まだ閲覧者の調べものの参照としては役立たない、人物に関連した書きかけの項目です。この項目を加筆・訂正などしてくださる協力者を求めています（P:人物伝/PJ:人物伝）。 |